# 维尔莱皮埃蒙特
维尔莱皮埃蒙特（義大利語：Virle Piemonte）是意大利都靈廣域市的一个市镇。总面积14平方公里，人口1202人，人口密度85.9人/平方公里（2009年）。ISTAT代码为001310。